# Walter W-IV

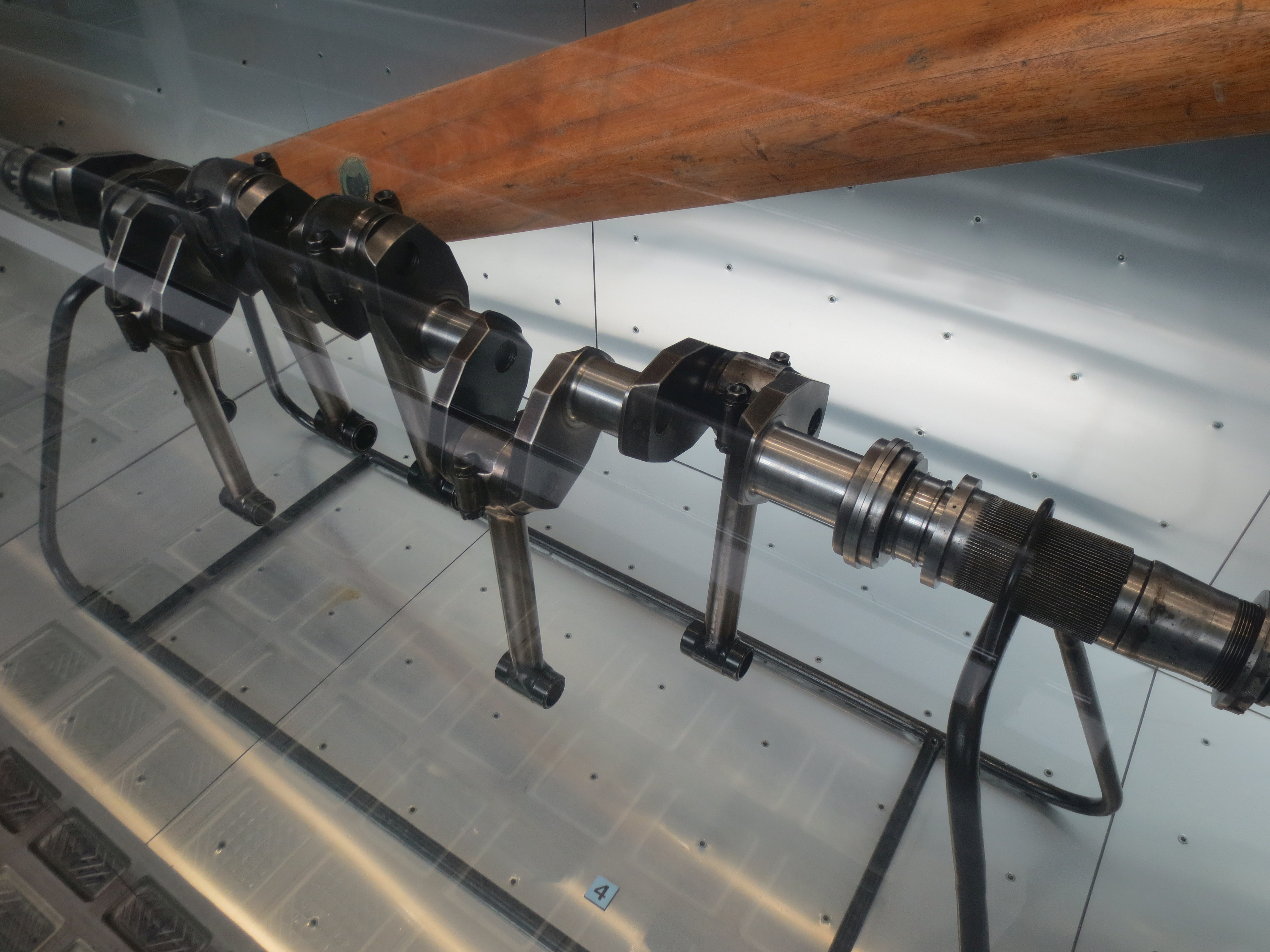
Walter W-IV, kliková hřídel 1923 (Národní technické muzeum 2020)

Walter W-IV byl letecký motor vyráběný československou automobilkou Walter v letech 1923 až 1928. Jednalo se o licenci německého motoru BMW IV, který byl vyvinut na samém sklonku 1. světové války firmou Bayerische Motorenwerke GmbH (BMW) sídlící v Mnichově, ale nikdy tam nebyl vyráběn.

## Vznik a vývoj
V případě motoru Walter W-IV šlo o zcela nový šestiválcový řadový motor, koncipovaný podobně jako předchozí typ. Byl konstrukčně dohotoven koncem války, avšak vyráběn nebyl. Mateřská továrna BMW jej za podmínek poraženého státu a při následném omezení letecké výroby v Německu nebyla schopna vývojově dokončit a nesměla motor vyrábět. Pro případnou sériovou výrobu nutně potřeboval důkladně dále konstrukčně propracovat a odzkoušet. Jinonická továrna zakoupila na tento motor licenci s tím, že pokračovala ve vývoji a ve zkouškách. V listopadu 1923 byly práce dokončeny a s novým motorem byla odjeta homologační zkouška. Poté byla spuštěna sériová výroba tohoto motoru. Licenci na výrobu těchto motorů (W-III a W-IV) zakoupilo Ministerstvo národní obrany a dalo ji továrně Walter, která po úpravách tyto motory vyráběla.

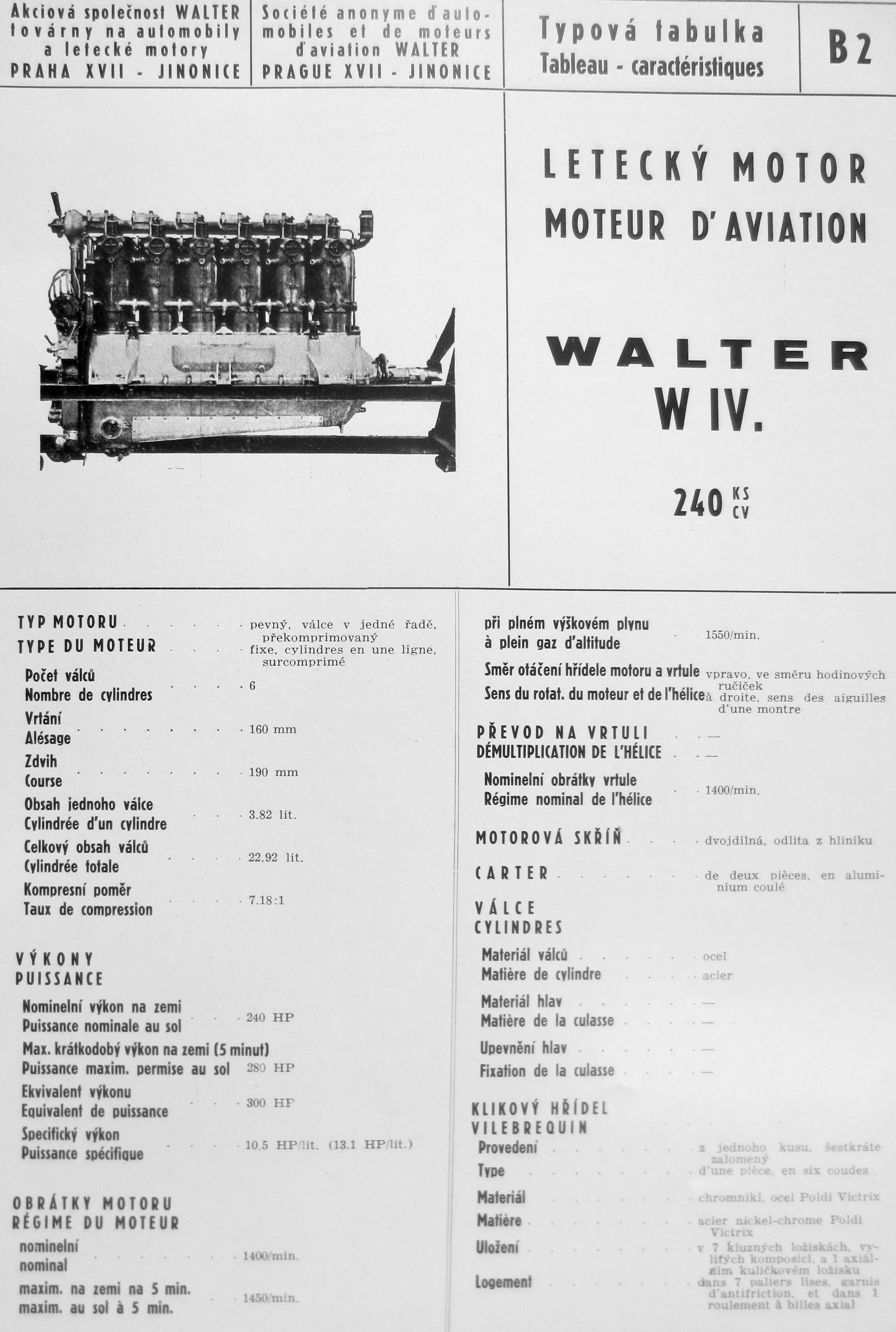
Walter W-IV, šestiválcový řadový letecký motor

## Popis motoru
Stejně jako v případě motoru BMW IIIa se jednalo o výškový motor, tzv. překomprimovaný a předimenzovaný (tj. s kompresním poměrem vyšším než jaký by při provozu dovolovala odolnost paliva proti detonačnímu spalování a s větším zdvihovým objemem, než by byl třeba při běžně dosahovaných hodnotách středního ef. tlaku a střední pístové rychlosti k dosažení požadovaného výkonu; motor potom sice nebyl v nižších letových hladinách schopen pracovat na „plný plyn“, ale na druhou stranu si udržoval výkon do větší výšky, než je možné u běžně koncipovaného motoru s atmosférickým plněním).
Motor byl vybaven speciálním karburátorem a pilot reguloval výkon motoru dvěma plynovými pákami, normální plynovou pákou (pro „škrcený“ výkon v nižších letových hladinách) a pákou tzv. výškového plynu, kterou mohl používat teprve od nadmořské výšky kolem 2000 metrů — v této výšce již nehrozilo poškození motoru ani při plné, „neškrcené“, dodávce palivové směsi.
Motorová skříň byla dvoudílná, odlita z hliníkové slitiny. Válce ocelové a písty z hliníkové slitiny. Z chromniklové oceli Poldi Victrix byla kliková hřídel, která byla uložena 7 kluzných ložiscích vylitých kompozicí a v jednou kuličkovém ložisku. Ojnice kruhového průřezu byla rovněž z oceli Poldi Victrix. Pohon ventilů (2 na válec) zajišťoval vačkový hřídel umístěný nad válci a vahadélka. Elektromagnetické zapalování bylo typu Bosch nebo Scintilla, v každém válci byly umístěny dvě zapalovací svíčky.
V roce 1924 vznikla další verze tohoto motoru W-300, což byla speciální překomprimovaná varianta W-IV. Ta měla výkon 300 k (220,6 kW) při 1400 ot/min a byla určena pro speciální, závodní letoun Aero A-18c. Mimo montáže výkonnějšího motoru Walter W-IV úprava letounu pro závod spočívala v použití povrchového chladiče rozloženého na střední části horního a na téměř celém spodním křídle. Chladič splynul s povrchem křídla a nevytvářel škodlivý čelní odpor, což pak mělo největší podíl na zlepšení aerodynamiky letounu.
Motor Walter W-IV je součástí sbírek Národního technického muzea v Praze a Múzea letectva v Košicích.

## Použití
Motorů Walter W-IV bylo mezi lety 1923 až 1928 postaveno alespoň 214 kusů (jiné prameny uvádějí počet 225). Byly montovány do celé řady letounů československé výroby, mj. Aero A-11, Aero A-29, Aero DH-50, Letov Š-19 či speciálu Aero A-18c upraveného pro rychlostní závody.
Letoun Aero A-18 byl nasazen do II. ročníku závodu o Cenu prezidenta republiky, který se konal 7. září 1924 a významného vítězství dosáhl pilot Josef Novák s letounem, který byl osazen upraveným motorem Walter W-IV (výkon zvýšen na 300 k, verze W-300). Josef Novák dosáhl za oba měřené okruhy Praha - Benátky - Říp - Praha průměrné rychlosti 263,427 km/h (v čase 45:33,2 min) a odsunul na 2. a 3. místo piloty Ježka a Vrecla, kteří startovali za Letov na typech Š-8 a Š-14. Dobový tisk uváděl typové označení Aero A-18b, zatímco v současnosti se spíše uvádí typ Aero A-18c. První cenu "presidentovu" Novák získal (na to stačil průměr 250 km/h), nikoliv vypsanou odměnu 200 000 Kč. K jejímu získání by potřeboval dosáhnout průměrné rychlosti 270 km/h. Josef Novák tak zopakoval své loňské vítězství (1923), kdy zvítězil na závodním speciálu Aero A-18b s motorem BMW-IIIa a dosáhl rychlosti 230 km/h. Šéfpilot továrny Aero Josef Novák vytvořil 21. března 1925 s letounem Aero Ae-18 čs. národní výškový rekord, když dosáhl výšky 8651 m, aby jej na stejném stroji 14. května pokořil novou hodnotou 9140 m.
Škpt. Alois Vicherek vytvořil s letounem Aero A-11 s motorem Walter W-IV 13. září 1925 celkem 5 národních rekordů, a to rekord v trvání letu (13 h, 15 min. a 19 sek.), rekord na vzdálenost (1900 km), rekord v rychlosti na 500 km (156,171 km/h), rekord v rychlosti na 1000 km (154,310 km/h) a rekord v rychlosti na 1500 km (152,412 km/h). A na půltucet rekordů v roce 1925 zaokrouhlil počet rotm. V. Svozil na III. leteckém závodu v rychlosti o cenu presidenta republiky 20. září, když se stejným typem letounu a motorem dosáhl rychlosti 195,680 km/h na 200 km s užitečným zatížením 500 kg. Na tomto závodu v kategorii C letadel se zatížením do 500 kg 2. místo obsadil svob. Bárta a za ním skončil rtm Procházka (všichni na Aero A-11). Pilot K. Manhalter 25. července 1926 vytvořil na tomto letounu několik národních leteckých rekordů. Na okruhu 100 km a na státním letišti v Praze vytvořil rekord v trvání letu 16:10:49,4 h na 2000 km, v rychlosti 157,12 km/h na 50 km, v rychlosti 155,7 km/h na 1000 km a v rychlosti 152,71 km/h na 2000 km. Za tyto výkony mu udělil Aeroklub RČs. čestnou vlajku s diplomem a čestným odznakem.
Letov Š-19 byl dopravní letoun pro pilota a čtyři cestující. Ve verzi označované Š-19W byl nainstalován motor Walter W-IV. V roce 1927 byly postaveny a imatrikulovány 4 letouny (OK-BALI, - BALK, -BALL a - BALN). Letouny byly provozovány Československými státními aeroliniemi.
Pro ČSA podepsalo Ministerstvo veřejných prací v roce 1924 na III. mezinárodní letecké výstavě v Praze kontakt na dodávku jednoho dopravního letounu Junkers F 13, který byl osazen motorem Walter W-IV. Uvažovalo se i o zakoupení licence, ale československé továrny v té době nebyly připraveny na komplikovanou stavbu celokovového letounu. Letoun původní imatrikulace D-431 pojmenovaný Steissvogel, krátce vlastně společností Junkers a dodaný do Československa v roce 1925 byl s imatrikulací L-BALH využíván ČSA do roku 1927. Potom jej zkoušelo československé letectvo ke zkouškám radiostanic a nakonec od roku 1931 s imatrikulací OK-ALH Moravský aeroklub. Letoun byl z leteckého rejstříku vyřazen 5. ledna 1934 po letecké havárii 7. září 1933 v Brně - Černovicích. Druhý letoun toho typu vlastnila od roku 1929 společnost Baťa resp. Baťova letecká společnost (BLS). Letoun létal s německou imatrikulací D-1608 až do osudné letecké havárie 12. července 1932, kdy na palubě tohoto stroje zahynul jak továrník Tomáš Baťa tak šéfpilot BLS Jindřich Brouček.

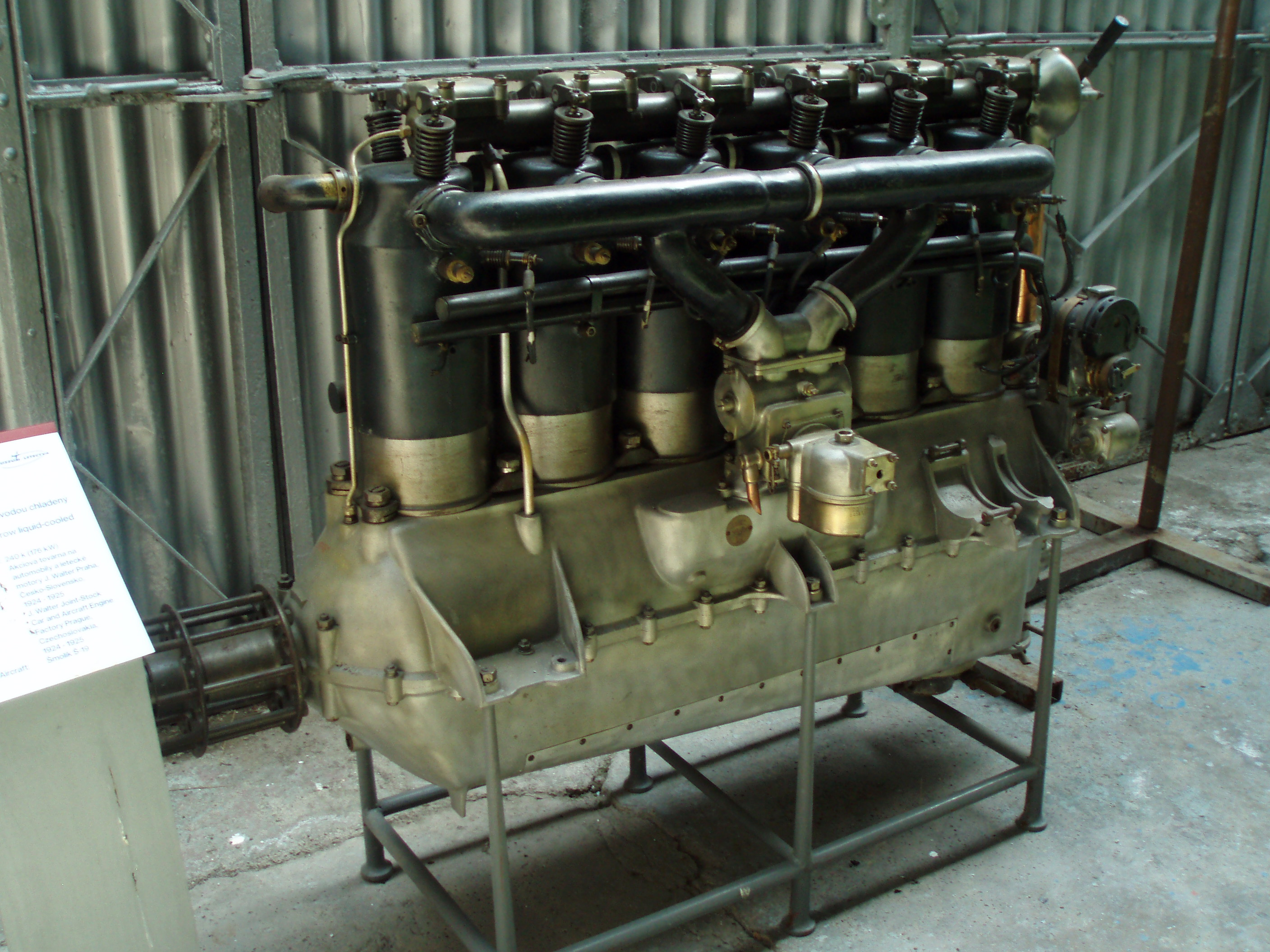
Walter IV ve slovenském, muzeu letectví Košice

## Použití v letadlech
- Aero A-11
- Aero A-18
- Aero A-29
- Aero DH-50
- Avia BH-3
- Farman F-62 Goliath
- Junkers F 13
- Letov Š-19

## Specifikace
Data dle

### Technické údaje
- Typ: čtyřdobý zážehový vodou chlazený řadový (stojatý) šestiválec, s přímým náhonem vrtule
- Vrtání válce: 160 mm
- Zdvih pístu: 190 mm
- Celková plocha pístů: 1206 cm2
- Zdvihový objem motoru: 22 920 cm3
- Délka motoru: 1573 mm
- Výška motoru: 1117 mm
- Šířka motoru: 500 mm
- Hmotnost suchého motoru s nábojem vrtule a příslušenstvím(tj. bez provozních náplní): 308 kg

### Součásti
- Rozvod: ventilový, OHC, vačkový hřídel je poháněn královským hřídelem
- Karburátor: Walter Special
- Předepsané palivo: směs benzínu a tech. benzolu v poměru 50÷50
- Zapalování: 2 × magnety Bosch ZH6 nebo Scintilla AG 6
- Mazání: tlakové, oběžné s jednou tlakovou, pístová pumpou
- Pohon: dvoulistá dřevěná vrtule s převodem 1:1
- Chlazení: vodou

### Výkony
- Výkon:
  - nominální, jmenovitý: 240 k (176 kW) při 1400 ot/min
  - maximální, vzletový: W-IV 280 k (206 kW) při 1450 ot/min, W-300/W-IV spec. 300 k (221 kW)
- Kompresní poměr: 9,18:1
- Spotřeba paliva: 230 g·h−1·k−1 / 313 g·h−1·kW−1
- Spotřeba oleje: 16 g·h−1·k−1 / 21,8 g·h−1·kW−1
- Specifický výkon: 10,5 k/l (7,7 kW/l)
- Specifická hmotnost: 1,28 kg/k (1.75 kg/kW)

## Galerie

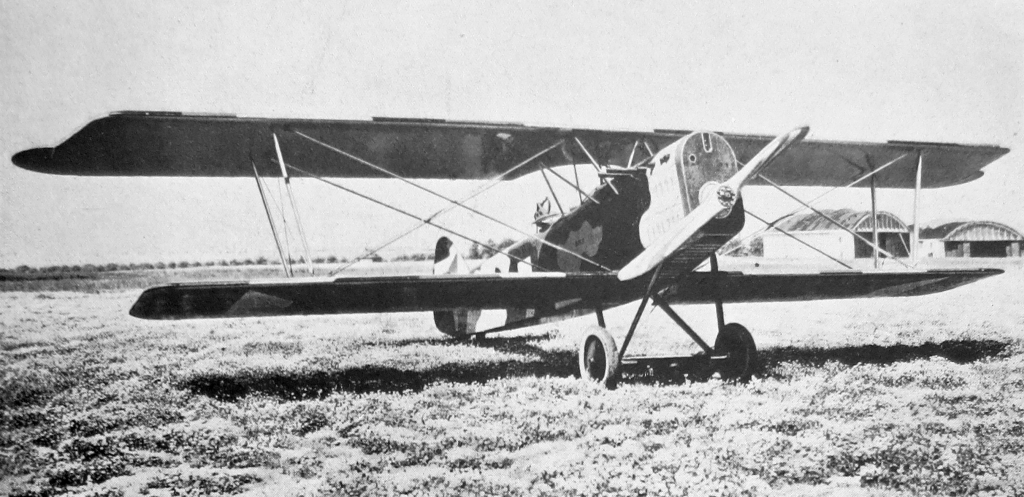
Aero A-11 (1924)
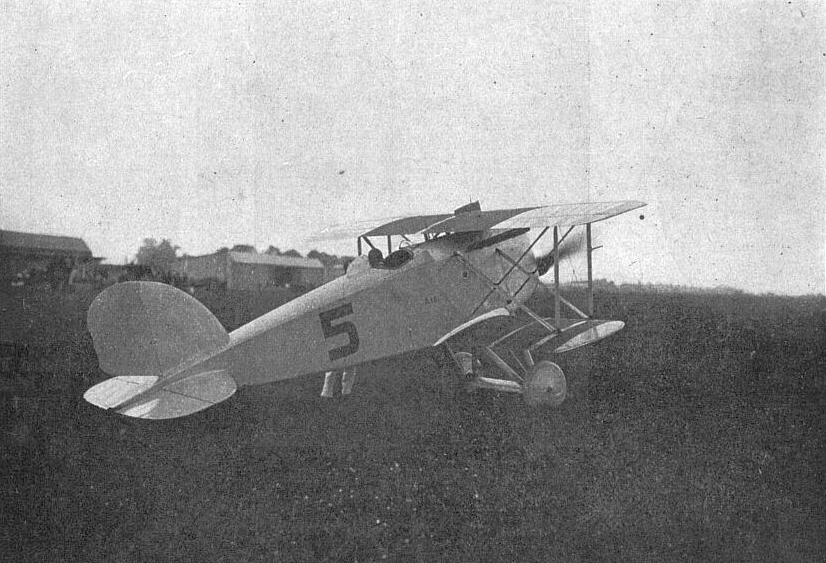
Aero A-18b a pilot Jan Novák vítězí 7. září v II. závodu v rychlosti o cenu presidenta republiky(1924)
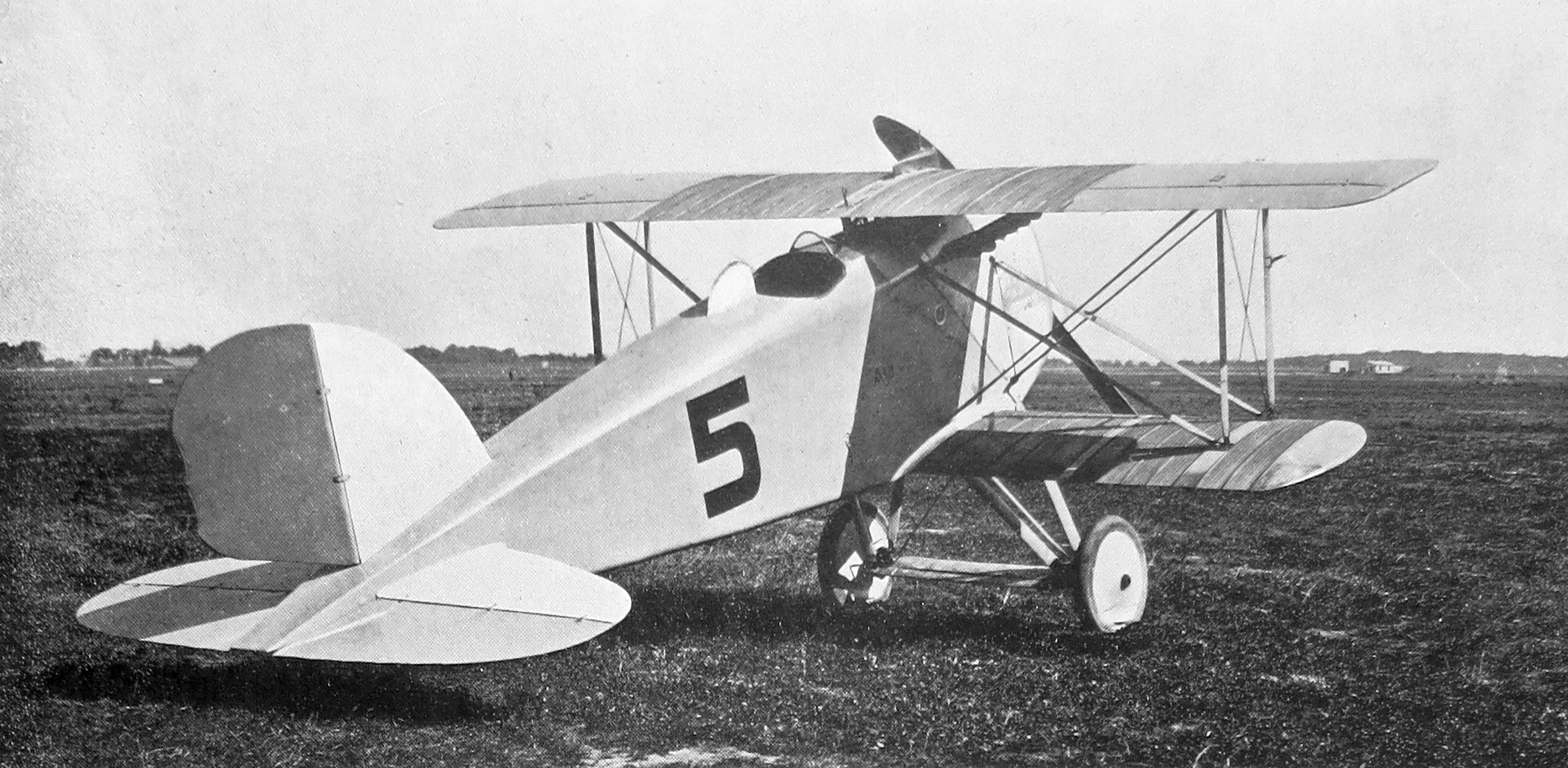
Aero A-18b s motorem Walter W-300 (W-IV spec.)
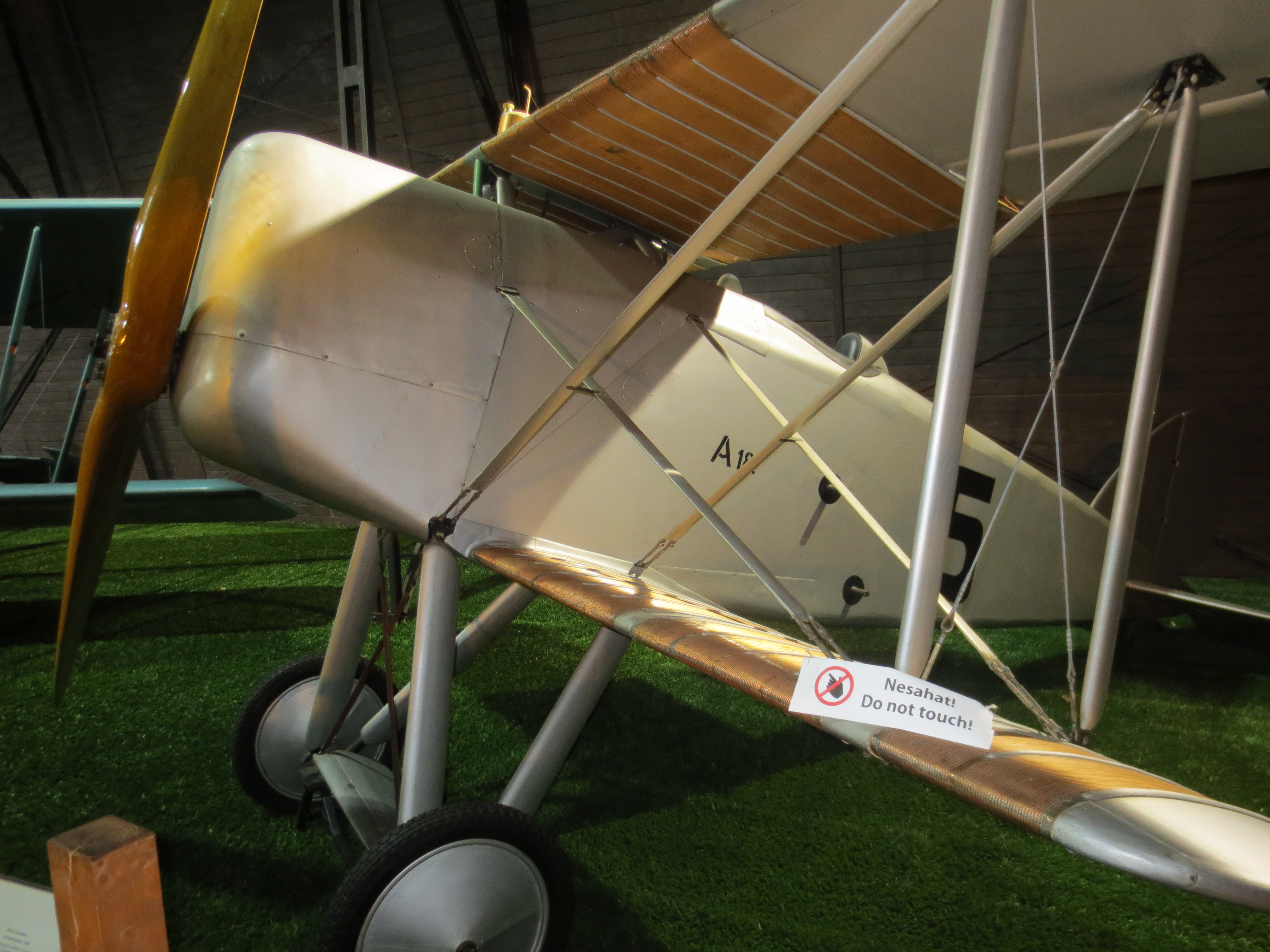
Aero A-18c s povrchovým chladičem rozprostřeným na zkrácených křídlech (Letecké muzeum Kbely)
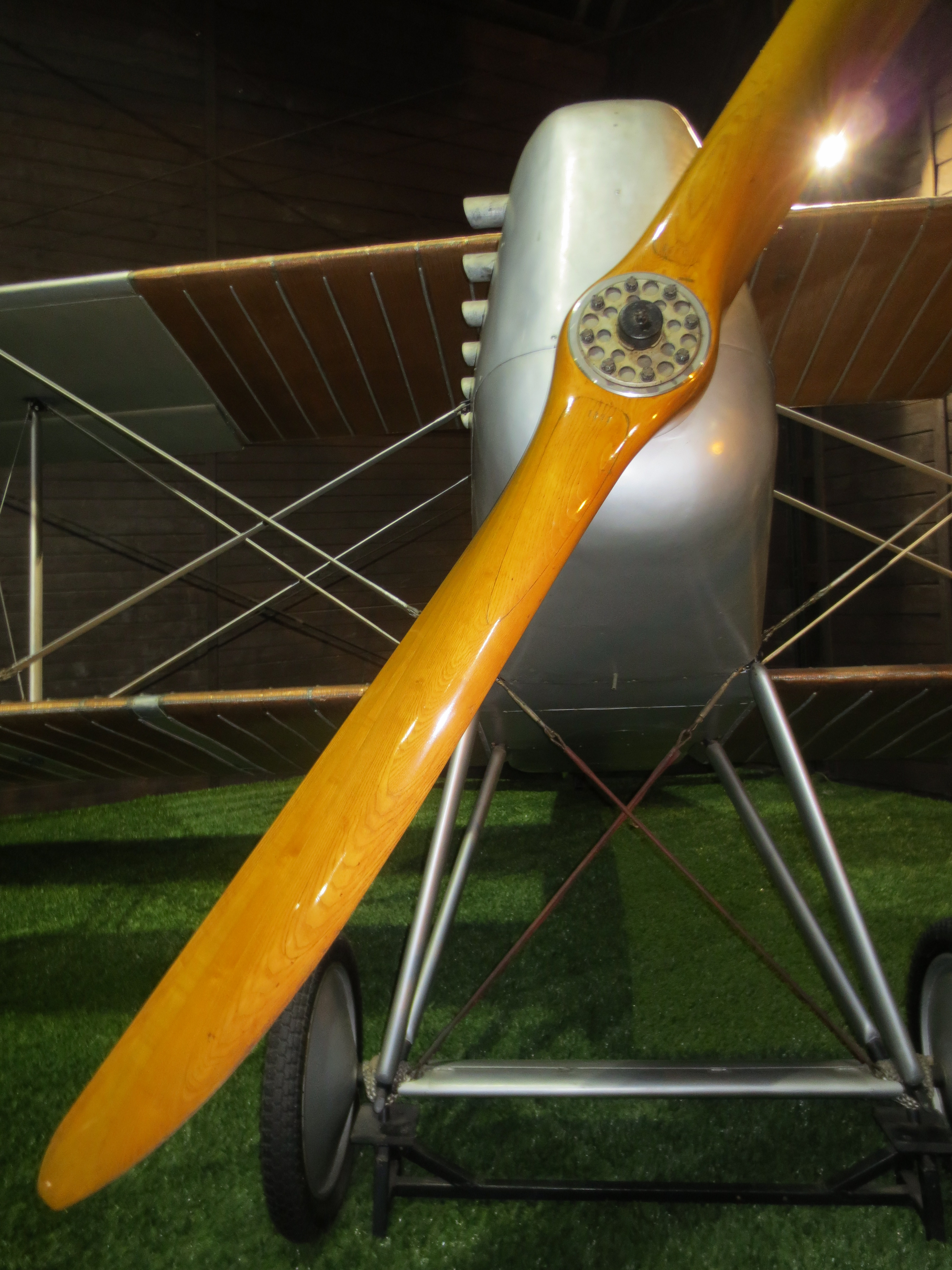
Aero A-18c a Walter W-IV (Letecké muzeum Kbely)
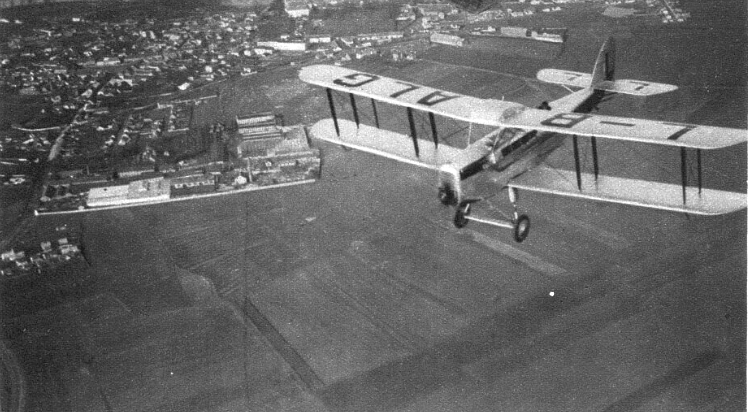
DH-50A (L-BALG) s motorem Walter W-IV (1929)
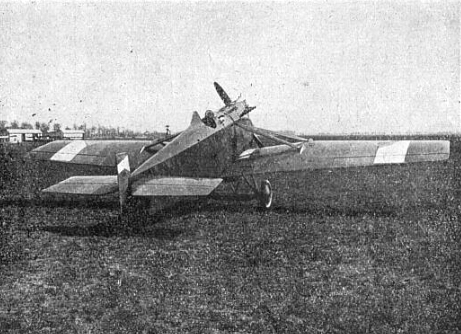
Avia BH-3 s motorem Walter W-IV (Letectví, květen 1924)
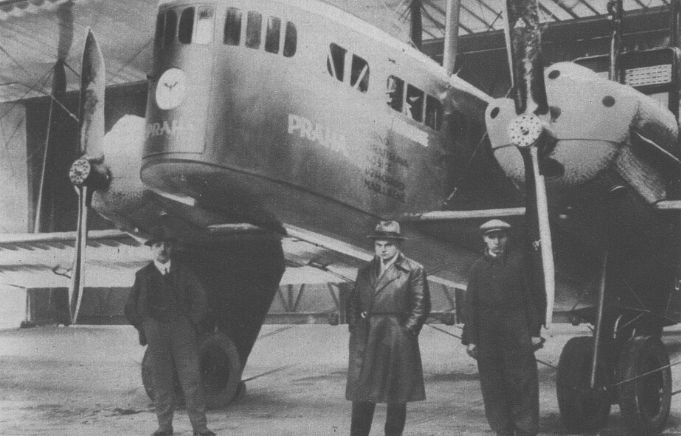
Farman Goliath ve službách ČSA
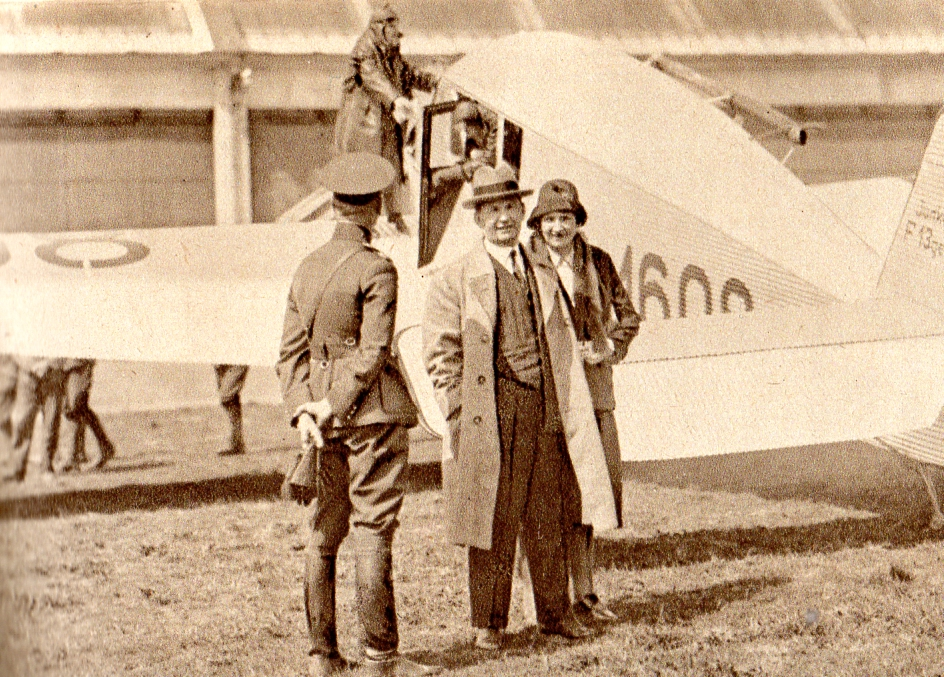
Junkers F 13 a Tomáš Baťa
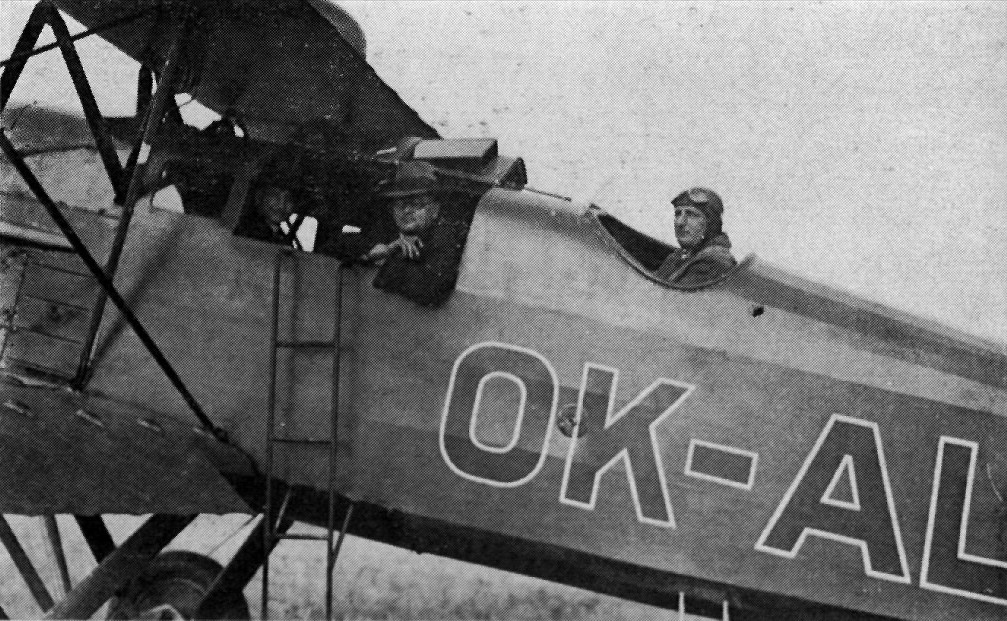
V letounu Letov Š-19W seděl pilot v otevřeném kokpitu za kabinou cestujících
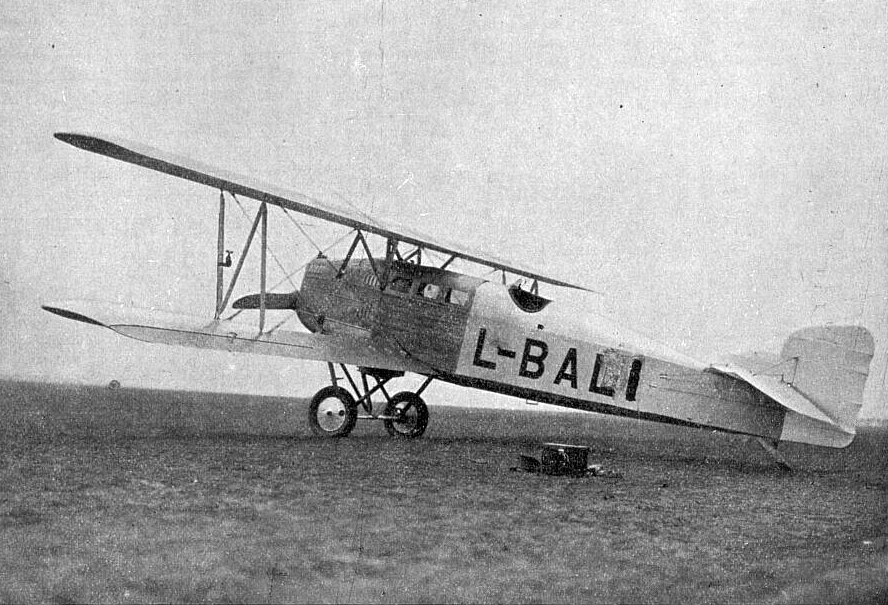
Letov Š-19W s motorem Walter W-IV (Letectví 1933, No. 12, p. 362)